# Jaroslav Chmelař (lední hokejista)
Jaroslav Chmelař (* 20. července 2003, Nové Město nad Metují) je český hokejový útočník hrající v klubu Hartfort Wolf Pack v AHL. Ve vstupním draftu 2021 si jej jako 144. celkově v 5. kole vybral tým New York Rangers. V roce 2023 získal spolu s českou juniorskou hokejovou reprezentací stříbrnou medaili na mistrovství světa.